# Manduca florestan
Manduca florestan is een vlinder uit de familie van de pijlstaarten (Sphingidae). De wetenschappelijke naam van de soort werd in 1782 gepubliceerd door Caspar Stoll.